# گملا برون
گملا برون (به سوئدی: Gamla bron) یک پل در شهر اومئو، سوئد است که بر روی رود اومه ساخته شده‌است.
این پل که در سال ۱۸۶۳ میلادی ساخته شده ۳۰۱ متر طول دارد و جنس آن از فولاد است. هزینه کل ساخت این پل ۸۶٬۰۰۰ کرون سوئد بوده‌است.